# Lípy na samotě U Silnice
Lípy na samotě U Silnice jsou památné stromy na samotě U Silnice (též Silniční domky) západně od Horních Kozolup. Dvojice lip malolistých (Tilia cordata) roste v nadmořské výšce 530 m. Obvody jejich kmenů měří 305 a 380 cm (měření 2003). Lípy jsou chráněny od roku 1983 pro svůj vzrůst a jako krajinné dominanty

## Stromy v okolí
- Slavická lípa